# Santa Helena d'Agell
Santa Helena d'Agell és una església del municipi de Cabrera de Mar, a la comarca del Maresme. És un monument protegit i inventariat dins el Patrimoni Arquitectònic Català

## Descripció
Petit edifici d'estil gòtic tardà, amb teulada a dues vessants i d'una sola nau. Portal rodó dovellat i tres contraforts a cadascuna de les dues façanes laterals.

## Notícies històriques
Aquesta ermita està situada al veïnat d'Agell, sota la invocació de Santa Helena. Consta pel testament del bisbe Vives de l'any 990, en el llibre I, "Antiquitatum Sedis". El "Regentum Gentiarum" de l'any 1576 conté una llicència de reedificació, que es realitzà i es completà amb l'afegitó d'un retaule del segle xvi.